# Literatura de Burkina Faso
La literatura de Burkina Faso se basa en la tradición oral, fundamental aún hoy día. En 1934, durante la ocupación francesa, Dim-Dolobsom Ouedraogo publicó Maximes, pensées et devinettes mossi (Máximas, pensamientos y enigmas del pueblo Mossi), una recopilación de historia oral del pueblo Mossi. La tradición oral continúa teniendo influencia en los escritores locales tras la independencia en 1960. Algunos autores destacados son Nazi Boni y Roger Nikiema. Los años 1960 vieron crecer el número de escritores que publicaban. Desde la década de 1970, la literatura se ha desarrollado con aún más escritores que ven publicadas sus obras.

## Primera literatura y tiempos coloniales
Antes de la colonización, la literatura escrita estaba prácticamente ausente de Burkina Faso, como en gran parte de África. La tradición oral siempre ha sido importante en la mayoría de grupos étnicos, manteniendo la diversidad cultural del país. La cultura se transmitía oralmente a través de la música y la danza, como describió Frédéric Pacéré Titinga en su libro Le langage des tam-tams et des masques en Afrique, de 1992, enfatizando la importancia en muchos grupos étnicos de Burkina de los griots y los miembros más antiguos de las comunidades.

#### Primeras obras
El Alto Volta se constituye como colonia en 1919, es suprimido en 1932 y el territorio repartido entre Costa de Marfil, al sur; Níger, al este, y Sudán al norte y al oeste. En 1947, después de la Segunda Guerra Mundial, se reconstituye Alto Volta como país. Durante la época colonial no se edita ninguna obra literaria; sin embargo, entre 1932 y 1934, un voltáico, Dim-Dolobsom Ouedraogo, publica dos obras: L'Empire du Mogho Naba y Les secrets du sorciers noirs (con otro título: Maximes, pensées et devinettes mossi, recordando la historia oral de los mossi que dio lugar a Burkina Faso), más etnográficas que literarias, aunque la primera contiene cuentos de la tradición oral moaaga. El escritor e historiador Titinga Frédéric Pacéré lo considerará más tarde el primer escritor de Burkina Faso.
Entre los pioneros de la literatura voltáica se encuentra Lompolo Koné, dramaturgo y ministro de Asuntos Exteriores entre 1961 y 1966, bajo el gobierno del primer presidente de la república, Maurice Yaméogo. En 1956, recibe el premio André You, de la Academia de Ciencias de Ultramar, por su obra La jeunesse rural de Banfora, pero sus obras fueron representadas y no editadas. La producción literaria antes de la independencia se limita al teatro y a la poesía, pero no existe obra alguna editada.

## Post-independencia

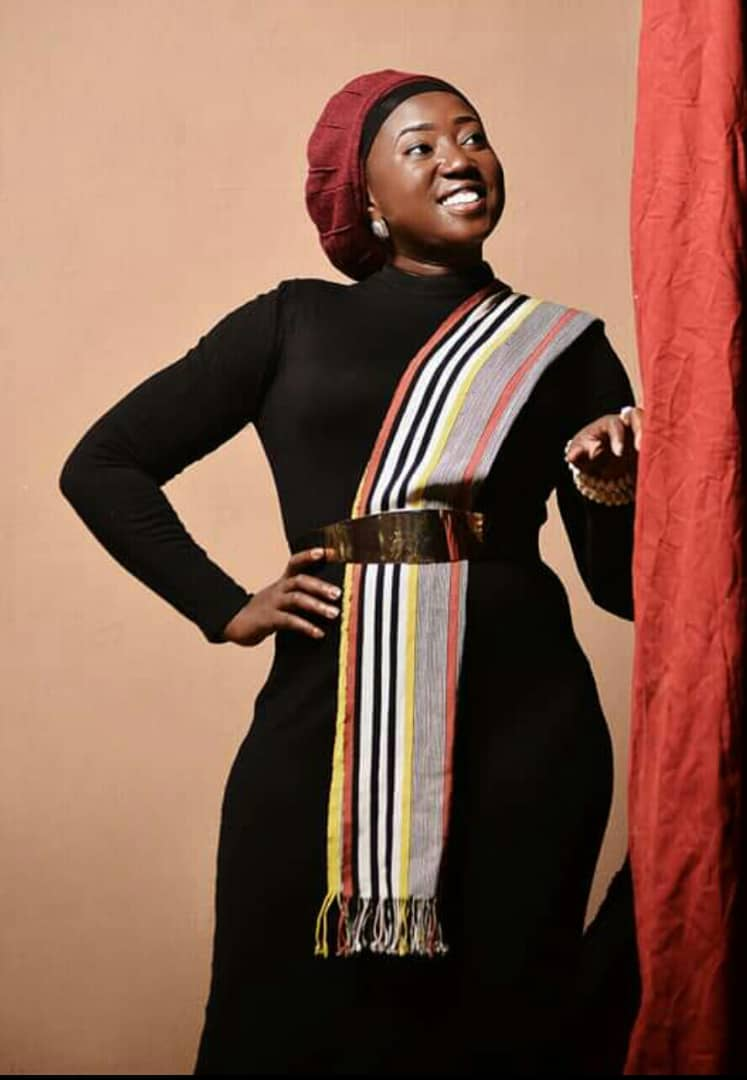
Malika Slamause

La primera novela escrita por un burkinabés fue Crépuscule des temps anciens, de Nazi Boni, publicada en 1962. Boni fue una figura política importante en la independencia de Burkina. Su novela explora las tradiciones del pueblo bwamu, por lo que ha sido llamada una novela etnográfica. La segunda novela burkinabesa fue Dessein contraire, de Roger Nikiema, en 1967.
En la década de 1960, hubo una proliferación de obras de teatro. Entre los dramaturgos importantes se encuentran Ouamdégré Ouedraogo, con L'avare Moaga: comédie des moeurs, Pierre Dabiré con Sansoa y Moussa Savadogo con Fille de le Volta y L'oracle.
En la década de 1970, la siguiente generación de novelistas burkinabeses incluye a Augustin-Sondé Coulibaly, Kollin Noaga y Etienne Sawadogo. Entre los más recientes figuran Jacques Prosper Bazié, Ansomwin Ignace Hien, Jean-Baptiste Somé, Pierre Claver Ilboudo y Norbert Zongo. Desde loa años 1980, empiezan a publicar escritoras como Pierrette Sandra Kanzié, Bernadette Dao, Angèle Bassolé-Ouédraogo, Gaël Koné, Monique Ilboudo, Suzy Henrique Nikiéma, Sarah Bouyain y Adiza Sanoussi.

## Escritores de Burkina Faso

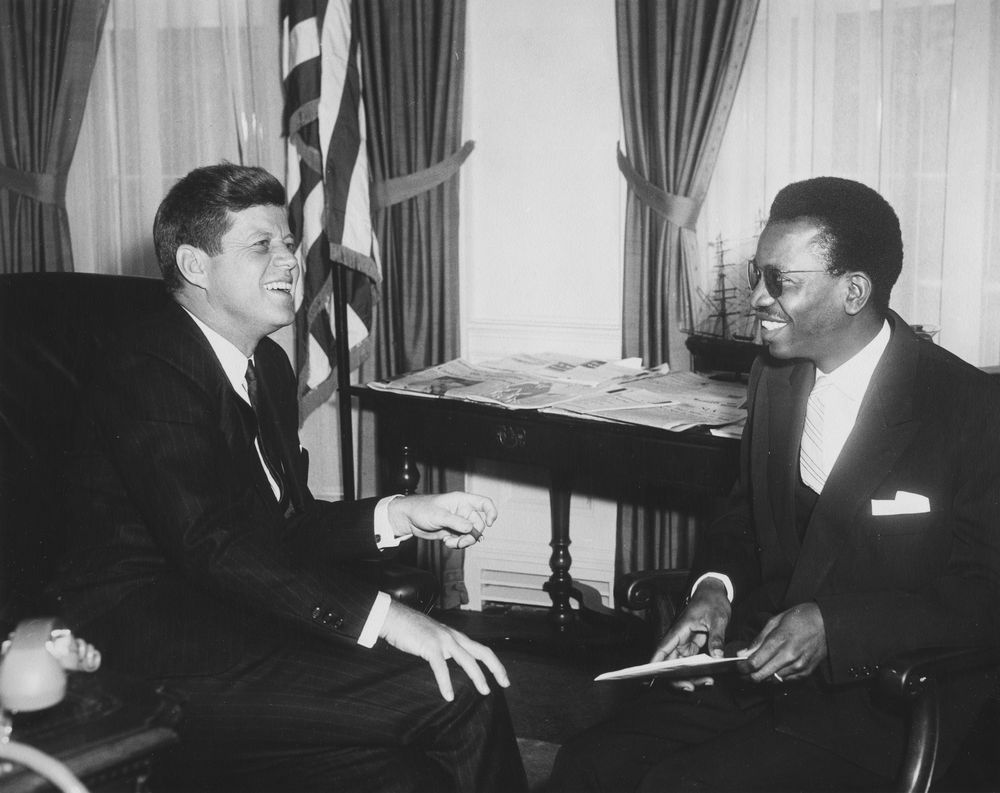
Frédéric Guirma con el presidente Kennedy en 1961

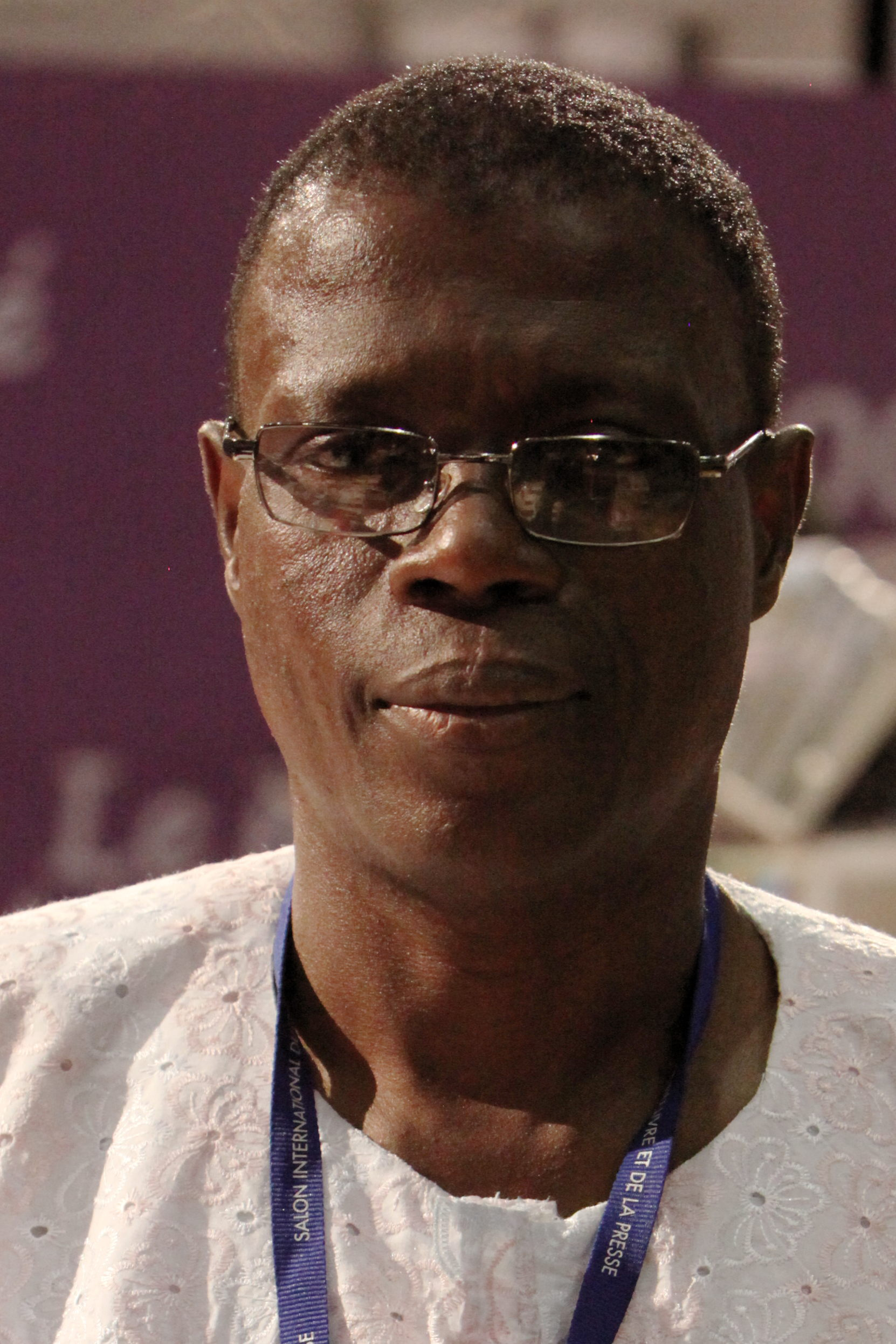
Aimé Désiré Hema

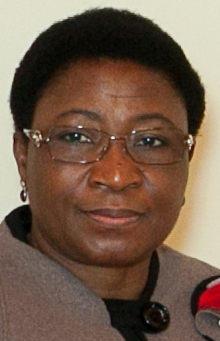
Monique Ilboudo en 2012 como embajadora plenipotenciaria de Burkina en los países nórdicos.

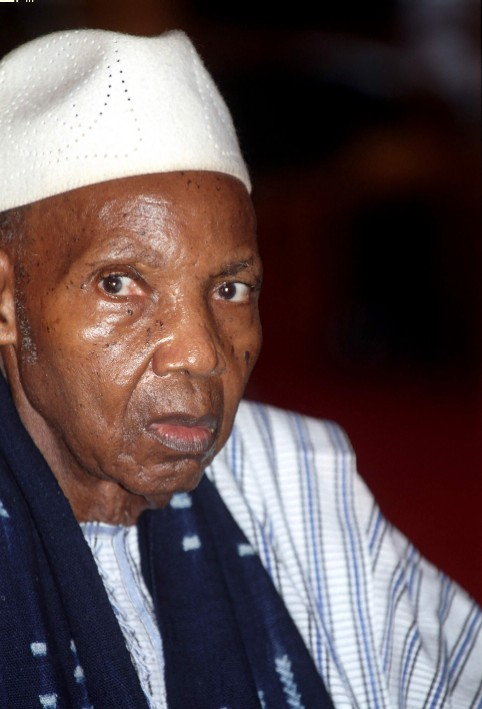
Joseph Ki-zerbo

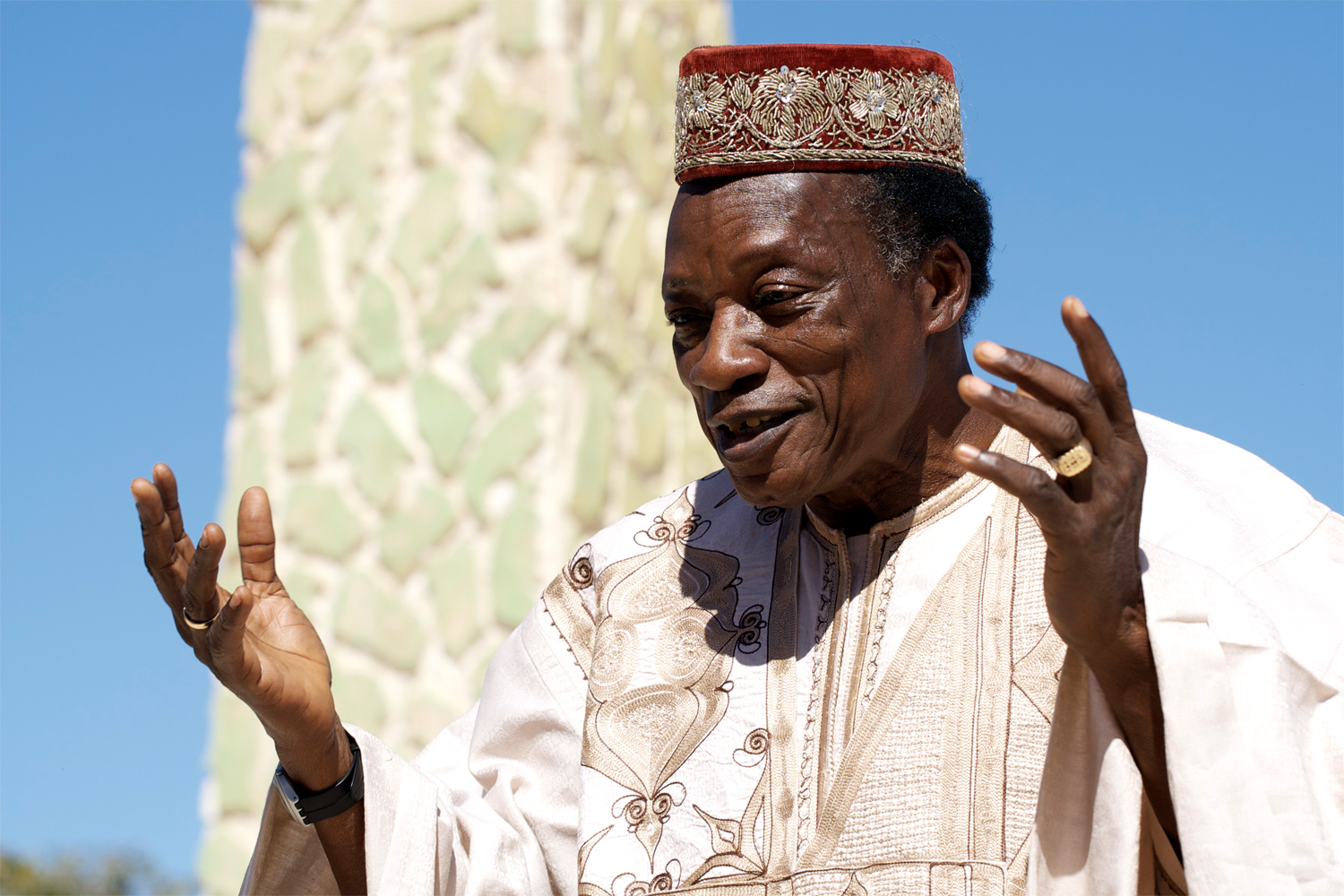
Frédéric Titinga Pacéré

- François Djobi Bassolet (1933–2001), periodista, historiador, y dirigente cultural. Fue el primer director de la Agence voltaïque de Presse (AVP) de 1978 a 1981, luego renombrada "Agence d'Information du Burkina" (AIB). Fue uno de los fundadores del Festival Panafricano de Cine y Televisión de Uagadugú (FESPACO) en 1969, y es autor de la primera historia de la nación de la posindependencia (Évolution de la Haute-Volta, de 1898 au 3 janvier 1966).[9]
- Angèle Bassolé-Ouédraogo (1967-), poetisa de lengua francesa, nacida en Costa de Marfil, se cría y estudia en Burkina Faso y se doctora en Canadá, donde crea Editions Malaika. En 2003 gana el Trillium Book Award con el poemario Avec tes mots.[10]
- Jacques Prosper Bazié (1955-2014), poeta. (entre otras, Orphelins des collines ancestrales: poèmes, 2005). Periodista de radio y televisión y del periódico Sidwaya.[11]
- Nazi Boni (1909–1969), político y escritor. Considerado el primer escritor de su país con la obra Crépuscule des temps anciens, de 1962, donde aborda el tema de la Guerra de Volta-Bani. A título póstumo se publica Histoire synthétique de l'Afrique résistante, en 1971.[12]
- Sarah Bouyain (1968-), escritora y directora de cine franco-burkinabesa. Hija de madre francesa y padre franco burkinabés. Pasó de las matemáticas al cine. En 2003 escribió Métisse façon. Entre otras película, ha dirigido Notre Étrangère, en 2010.[13]
- Simporé Simone Compaore (1956-), dramaturga en lengua francesa nacida en Malí, autora, entre otras obras de Tu ne m'entendras plus.[14]
- Augustin-Sondé Coulibaly (1933-2017), novelista de lengua francesa, poetisa y crítica.[15]
- Bernadette Sanou Dao (1952-), política, poetisa y escritora para niños. Nacida en Bamako, Malí. Entre 1986 y 1987, fue la primera ministra de Cultura de Burkina Faso, bajo la presidencia de Thomas Sankara. Más tarde, fundará diversas asociaciones para la protección de las mujeres y los niños y será directora de la oficina de Turismo de Burkina. En 1995 gana el premio Jean Cocteau de poesía con Quote-part et Symphonie.[16]
- Jean Pierre Guingané (1947-), dramaturgo, actor y director, fundador de la compañía Théâtre de la Fraternité en 1975, con obras que reflexionan sobre los derechos de los niños (Papa oublie moi…), de la mujer (Trois sœurs dans la souffrance), la protección contra el sida (Candidats à la mort), la lucha contra las costumbres retrógradas (La Grossesse de Koudbi), la protección de los discapacitados físicos (Sauvons Nonglom), etc. También organiza el FITMO, "Festival International du Théâtre et des Marionnettes de Ouagadougou".[17]
- Frédéric Guirma (1931-), diplomático, escritor y político. En 1959 fue presidente de la Confederación Nacional de Trabajadores de Burkina. Entre 1960 y 1963 fue el primer embajador de Alto Volta en EE. UU. y más tarde en las Naciones Unidas y por último encabezó el partido conservador Front de Refus en 1998. Entre otras obras, ha publicado Princess of the full moon, en 1969, sobre costumbres africanas, y Tales of Mogho: African Stories from Upper Volta, en 1971, ambas en inglés.
- Zarra Güiro (1957-), escritora autobiográfica. Escapa de casa con 13 años para escapar de un matrimonio forzado, y en 1994 publica su autobiografía: Au pays de Zarra : Contes et légendes de Namissiguima, Burkina Faso.[18][19]
- Aimé Désiré Héma (1962– ), sociólogo, escritor, pedagogo y editor militar, especialista en derechos humanos, jefe de la Oficina de Empleo del Estado mayor de la Segunda región de la Gendarmería de Bobo Diulaso. Es autor de numerosas antologías y novelas, entre ellas Le monarque démocratey Djolko.[20][21]
- Ignace Ansomwin Hien (nacido 1952), novelista, poeta y escritor de relatos. Consejero de Asuntos económicos como funcionario de gobierno, director editorial y literario de Ediciones G.T.I. (Graphic Technic International). Ha escrito, entre otros, la novela Larmes de tendresse, Grand prix littéraire du Burkina Faso en 1996, y diversos libros de cuentos, entre ellos Bouba et Boubou, en 2008, y Le conte de la Volta noire, en 1995.
- Monique Ilboudo (1959-), política, escritora y abogada. Estudió en Togo y Francia. En 2000 es nombrada secretaria de Estado para la promoción de los derechos humanos. En 2012 es nombrada embajadora plenipotenciaria de Burkina en los países nórdicos y bálticos. En 1992, ganó el Grand Prix du Burkina du Meilleur por Le mal de peau. En 2000 publica Nyamirambo: recueil de poésie y Murekatete. En ensayo, Droit de cité: être femme au Burkina Faso, Éditions du Remue-ménage, 2006.
- Patrick Ilboudo (1951-1994), escritor. En 1992, ganó el Gran premio literario del África Negra con Le héraut têtu. En 1983, ganó el primer premio de las artes y las letras de Burkina con Les toilettes. En 1986, queda segundo en el Gran Premio Sidwaya con Le Procès du Muet, y en 1990 gana el premio a la mejor novela nacional con Le Vertige du trône.
- Pierre Claver Ilboudo (1948-). Estudió inglés en Nigeria y se preparó como intérprete en Francia e Inglaterra. Trabajó en el Ministerio de Asuntos Exteriores y luego en la OUA en Lagos y Adís Abeba. Se doctoró en Lille con una tesis sobre el paralelismo de la nueva novela francesa y la novela africana en francés. Finalmente, entró en la BAD (Banco Africano de Desarrollo), en Abiyán y Túnez. Entre sus obras, Madame la Ministre et moi, Collection Encres Noires, 2007, sobre un periodista que quiere cambiar su país y acaba convertido en ministro.[22]
- Sophie Heidi Kam (1968-), poetisa, primera dramaturga publicada en su país y novelista. galardonada ocho veces con el Gran premio nacional de las artes y las letras, con obras que van desde el poemario Sanglots et symphonies (2000), hasta Et le soleil sourira à la mer (2006). En 2015 publica Du caviar pour un lapin, donde aborda los problemas de una madre y abre una ventana a la homosexualidad en la África moderna.[23][24]
- Sandra Pierrette Kanzié (1966-). Poetisa de lengua francesa nacida en Abiyán, Costa de Marfil. Ha sido la primera mujer publicada en Burkina Faso con la obra Les tombes qui pleurent, en 1987.[25][26]
- Joseph Ki-Zerbo (1922–2006), político, historiador, escritor y activista. Estudió en la Sorbona y fue profesor de historia en París, Orleans y Uagadugú. En 1994 fundó el Partido para la Democracia y el Progreso, una formación de carácter socialista democrático. En 1997, recibió el Right Livelihood Award, (el Premio Nobel Alternativo) por su trabajo como historiador y sus análisis sobre los problemas de África. Fue el más conocido oponente político del gobierno de Thomas Sankara. Entre otras obras sobre la historia de África, ha publicado Le Monde africain noir (1964) y Afrique Noire, junto a Didier Ruef, en 2005.[27]
- Amadou Koné (1953-), novelista, dramaturgo y escritor de relatos, nacido en Tangora, Burkina Faso, emigró de niño a Costa de Marfil, donde estudió y enseñó literatura africana antes de establecerse en Nueva Orleans. Ha publicado ensayos, como Du récit oral au roman (Ceda, 1980, Abiyán), y Des Textes oraux au roman moderne : étude sur les avatars de la tradition orale dans le roman ouest-africain (IKO Verlag, 1993, Frankfurt), teatro (Le Respect des morts (1974), y novela, entre ellas, Le Pouvoir des Blakoros (Nouvelles éditions africaines, 1980-1982, Abiyán), Premio de La Fundación Léopold Sedar Senghor. La novela Les Coupeurs de têtes ( Sepia-Ceda, 1997, Saint-Maur [France]) obtuvo el Grand Prix Littéraire de la Côte d’Ivoire en 2000.[28]
- Gaël Koné (976-), poetisa de lengua francesa, estudió en Canadá. Ha escrito, entre otras obras, Poussière de mots et d'images. Ouagadougou: Découvertes du Bukina/ Editions GTI, 2000.[29]
- Mariam Koné (1967-), escritora de cuentos. Autora de Landolo et le grand cailcedrat - contes du burkina faso en pays san, L'Harmattan, 2006
- Honorine Mare (1972-), poetisa de lengua francesa y académica. Autora de Traces croisées. Hélas. Etranges compagnons. Le Pays d'amour.[30]
- Roger Nikiéma (1935-), periodista de lengua francesa, novelista y poeta. Apasionado de la radio en 1958 ya era jefe de informativos, entre 1967 y 19669 fue direcror de la emisora y entre 1985 y 1987 fue director de la televisión nacional de Burkina. De 1976 a 1984 fue director del servicio de prensa de la CEDEAO. Ha escrito las novelas Les adorables rivales y Le soleil de la terre y los poemarios Le rêve de Macalou'y Mes flèches blanches para niños. Fue el segundo autor en publicar una novela en Burkina Faso, Dessin contraire, en 1967, cinco años después de Nazi Boni.[31][32]
- Suzy Henrique Nikiéma (1983-), novelista de lengua francesa. Autora de L'homme à la bagnole rouge. Paris: L'Harmattan, 2001[33]
- Kollin Noaga, seudónimo de Ernest Nongma Ouedraogo, político, novelista y dramaturgo.[34]
- Dim-Dolobsom Ouedraogo (1897–1940), intelectual. En 1934 publica Maximes, referencia de la literatura de la época.
- Roukiéta Rouamba (1993-), escritora. Premio Plume d'or 2018 a la mejor aportación literaria femenina con la obra Afi, donde narra las dificultades de una muchacha en una sociedad marcada por la irantez entre tradición y modernidad.[35]
- Titinga Frédéric Pacéré (1943-), griot, historiador, fundador del Museo de Manéga y escritor de lengua francesa. En 1982, ganó el Premio Literario del África Negra con Poèmes pour l'Angola y La Poésie des griots. Fundador del Museo de Manéga, especializado en las artes y los instrumentos musicales de Burkina Faso. Ha publicado unos 20 libros y recibido la medalla de honor de la Association des écrivains de langue française. Es miembro del Comité international 17 octobre, que promueve la jornada mundial de rechazo a la miseria.[36]
- Bernadette Sanou Dao (1952-), poetisa, novelista, escritora para niños y política. Nació en Bamako, hoy en Malí. Responsable del servicio de lingüística aplicada en el Instituto Pedagógco de Burkina, redacta manuales escolares. Estudia en Ohio y en la Sorbona. Entre 1986 y 1987 es primera ministra de Cultura, bajo el gobierno de Thomas Sankara. Publica un libro para niños con el seudónimo de Mâh Dao, La Crèche du petit Mohammed, Abiyán, CEDA/ Hurterbise, 2002. En 1995 hana el premio Jean Cocteau de poesía por Quote-part et Symphonie. Entre las novelas, La dernière épous (1997) y Le charme rompu (2014). Aparece en el cortometraje Quelqu'un à la porte, de 2015, de la directora burkinabesa Habibou Zoungrana, basado en su poema "Une visite embarrassante".[37]
- Adiza Sanoussi (1968-), novelista en lengua francesa. geógrafa y economista, gestionó los archivos del Ministère des Enseignements Secondaires, Supérieurs et de la recherche Scientifique, y luego profesora en el Institut Panafricain d’Etudes de Recherche sur les Médias, l’Information et la Communication de la Universidad de Uagadugú. En 2008 fue galardonada con el Chevalier de l’Ordre du mérite des arts, de la culture et de la communication en la Feria del Libro de Uagadugú. Ha publicado seis libros en francés, entre ellos Les deux maris. Paris: Editions Moreux, 2001 y Ciel dégagé sur Ouaga. Ouagadougou: Harmattan Burkina, 2013.[38]
- Songré Etienne Sawadogo (1944-), novelista en lengua francesa. Consejero cultural adjunto de la Delegación permanente de Burkina Faso en la Unesco. Mención especial del Grand Prix littéraire d’Afrique Noire con el poemario En Seine majeur(e), en 2014. En 1977 escribió La défaite du Yargha.[39] Nació en Bam, Burkina, y en 1977 creó la Asociación de amigos Bam-Bretaña, para cooperar con la región francesa y que esta ayudara a su región.[40]
- Marie-Simone Séri (1954-), en 1969 se trasladó a Francia donde trabajó como enfermera. Escribió la autobiografía Mon enfant mon cri ma vie en memoria de su hija Gisèle, que murió con 16 años.[41]
- Jean-Baptiste Somé, novelista. Profesor en el Instituto de Ciencias de la Educación de Uagadugú. Autor de Le miel amer (1985), y Affaire de coeur (1990).([42]
- Malidoma Patrice Somé (1956-), escritor en inglés, gurú espiritual, residente en Oregón, Estados Unidos. Estudió en la Sorbona y en la Universidad Brandeis. Ha escrito, entre otras, Ritual: Power, Healing and Community, Swan and Raven (1993) y The Healing Wisdom of Africa, Tarcher/Putman (1999).
- Maxime Z. Somé (1959-), académico, político y novelista. Caballero de las Artes y las Letras. Autor de Grammaire structurelle du dagara (2013), L'ombre de la vie (2011) y Contes du Burkina Faso pour mes trois filles (2006).[43][44]
- Norbert Zongo (1949–1998), periodista de investigación de Burkina Faso. Fundó el semanario L'Indépendant en 1993[45] Fue asesinado en un 4X4 con las tres personas que lo acompañaban (Blaise Ilboudo, Ablassé Nikiéma y Ernest Zongo) cuando su periódico comenzó a investigar la muerte de David Ouedraogo, chófer de François Compaoré, hermano del presidente Blaise Compaoré. Autor de Le Parachutage (1988) y Rougbêinga (1990).[46][47]
- Soutongnoma Wilfried Dernis Simporé (1989- ), emprendedor, escritor. Autor de Chroniques nègres, 2018.[48]
- Bernard Zongo, profesor de letras y escritor. Doctorado en Rouen, vive en Francia desde 1988. Autor, entre otras obras, de Maîtriser l'orthographe usuelle par l'étymologie des mots (2017) y Parlons mooré : Langue et culture des mossis, Burkina-Faso (2004).